# Korsnäs
Korsnäs es un municipio de Finlandia. Se encuentra en la región de Ostrobotnia.

## Ubicación
Korsnäs tiene una superficie de 1.424,71 kilómetros cuadrados, de los que 1.189,06 km² son de agua. Korsnäs es el municipio continental más occidental de Finlandia. Tiene una costa larga y rocosa a lo largo del Golfo de Botnia. Las tres islas más grandes son Halsön, Bredskäret y Södra Björkön, todas ellas utilizadas como importantes zonas de recreo para los habitantes de la ciudad.

## Población
El municipio tiene una población de 2,066 (31 de marzo del 2021), lo que lo convierte en el municipio más pequeño de Ostrobotnia en términos de población. La densidad de población es de 8,77 habitantes por kilómetro cuadrado. El municipio es bilingüe con el sueco como lengua mayoritaria y el finlandés como lengua minoritaria. Hasta 2014, el sueco era el único idioma oficial. El 91,2% de la población habla sueco, el 3,2% finlandés y el 5,5% otros idiomas como su primer idioma.

## Historia
Debido al repunte post-glacial, la mayor parte del área que hoy forma el municipio de Korsnäs estuvo bajo el agua hasta alrededor del año 1000 d. C. Se supone que el primer asentamiento en Korsnäs data del siglo XIII. Algunos topónimos de origen finlandés (como Molpe (Moikipää) y Taklax (Takalaksi)) indican una presencia de habla finlandesa en el siglo XIII, aunque se discute si estas personas (probablemente de Häme) sólo utilizaban la zona para pescar de forma estacional o si establecieron un asentamiento propio, aunque escaso. Los colonos de habla sueca llegaron a la zona en el siglo XIII o XIV.

## Política
En las elecciones municipales de 2017, el Partido Popular Sueco obtuvo el 95% de los votos, con lo que consiguió cada uno de los 21 escaños del consejo municipal.

## Nombre
Korsnäs es el nombre oficial del municipio tanto en sueco como en finés. Se sabe que los nombres finlandeses Korsnääsi o Ristitaipale se han utilizado históricamente en algunos contextos.
Korsnäs se mencionó por primera vez en documentos históricos en 1442, y en algunas aldeas individuales, como Molpe (entonces llamado Moikipä) en 1490, y Harrström (entonces llamado Harffuaström) en 1494. Korsnäs se convirtió en municipio independiente en 1887. Antes de eso, el área pertenecía a Närpes.